# Demetriu Radu
Demetriu Radu (née le 26 octobre 1861 à Tâmpăhaza, Transylvanie, empire d'Autriche - mort le 8 décembre 1920, à Bucarest, Roumanie) a été entre 1897-1903 évêque gréco-catholique roumain de Lugoj et entre 1903-1920 évêque gréco-catholique de Oradea Mare.

## Ses origines et ses études
Demetriu Radu est né à Tâmpăhaza, actuellement Rădești, le 26 octobre 1861, dans une famille paysanne.
Il a fait ses études chez les franciscains, à Aiud et au lycée de Blaj. En 1879, il a été envoyé à Rome à l'Institut Saint-Athanase et à l'université pontificale urbanienne. À Rome, Demetriu Radu a étudié pendant six années et il a obtenu le titre de docteur en théologie, en 1885.

## Dans le clergé
En 1885, à Rome, il a été ordonné prêtre, après quoi Demetriu Radu est parti pour Bucarest, où il est installé curé de la paroisse des Roumains gréco-catholiques de la capitale roumaine. Il accomplit la fonction de professeur au Séminaire théologique de Cioplea, ensuite celle de directeur du Séminaire de l'Archevêché catholique de rite latin de Bucarest.
En 1893, à l’époque où Demetriu Radu était curé de la paroisse roumaine unie à Rome (gréco-catholique) de Bucarest, on a acheté le terrain situé au numéro 194 (actuellement au numéro 50), rue Polonă, destiné à la construction de la future église Saint-Basile-le-Grand. 
Bien connu et apprécié par les dirigeants du Vieux Royaume, il a été envoyé par le Premier ministre de l'époque, Ion Brătianu, et par le roi Carol Ier deux fois au Vatican, pour apaiser les divergences parues entre l'État roumain et le Saint-Siège.

## Évêque de Lugoj (1897-1903)
Le 9 mai 1897, Demetriu Radu fut sacré évêque par l'archevêque Victor Mihaly de Apșa, dans la cathédrale de la Sainte-Trinité de Blaj. Pendant les années 1897-1903, Demetriu Radu a été évêque de Lugoj, quand il a soutenu les étudiants.
En 1901, en qualité d'évêque de Lugoj, il a disposé et soutenu la restauration du monastère de Prislop qui se trouve dans l'actuel județ de Hunedoara, devenu un lieu de pèlerinage pour les fidèles.

## Évêque d'Oradea Mare (1903-1920)
À Oradea, l'évêque Demetriu Radu a fait reconstruire, en 1905, le palais épiscopal, d'après les projets de l'architecte C. Rimanoczi junior, a fait refaire le domaine de Beiuș, la maison de Holod et la résidence de Stâna de Vale. En 1910, il a fait construire l'église de son village natal, Tâmpăhaza, actuellement Rădești.
L'ancien curé de la paroisse Saint-Basile-le-Grand de Bucarest, l'évêque Demetriu Radu a contribué pour la somme de 100 000 couronnes austro-hongroises, au financement de église Saint-Basile-le-Grand, construite en 1909.
En 1912, il est parti pour Rome, afin d'intervenir à la révision de la Bulle papale concernant la constitution de l'évêché hongroise gréco-catholique de Hajdu-Dorogh.
En 1914, il a fait commencer la construction de l'Académie théologique d'Oradea, mais la Première Guerre mondiale, déclenchée cette année-là, l'a empêché d'achever ce plan.
L'évêque Demetriu Radu a refusé de se faire le porte-parole du Premier ministre hongrois Étienne Tisza parmi les Roumains, à la différence du Métropolite orthodoxe roumain de Sibiu, Vasile Mangra, qui a soutenu les autorités impériales de l'époque.
Avec l'évêque orthodoxe d'Arad Ioan Papp et Gheorghe Pop de Băsești, l'évêque Demetriu Radu a présidé, le 1er décembre 1918, la Grande assemblée nationale d'Alba Iulia qui a décidé l'union de la Transylvanie avec le Royaume de la Roumanie. En sa qualité de doyen de l'Épiscopat roumain, Demetriu Radu a embrassé le général roumain Nicolescu arrivé à la tête de l'Armée roumaine, à Blaj. Le 23 mai 1919, Demetriu Radu a abrité le roi Ferdinand Ier de Roumanie et la reine Marie, au palais épiscopal d'Oradea.
Le 1er janvier 1920, il a participé au sacre du métropolite gréco-catholique Vasile Suciu.

## Fin de vie
L'évêque Demetriu Radu est mort le 8 décembre 1920, à la suite de l'explosion d'une bombe artisanale placée dans le Sénat de la Roumanie par l'anarchiste Max Goldstein et par ses complices, Saul Osias et Leon Lichtblau. En dehors de l'évêque Demetriu Radu, à la suite de l'attentat, le ministre de la Justice Dimitrie Greceanu et le sénateur Spirea Gheorghiu sont morts à l'hôpital. Le président du Sénat, Constantin Coandă, y a été blessé.
On a accordé à l'évêque Demetriu Radu des funérailles nationales, comme à un martyr national. Demetriu Radu a été enterré dans l'église qu'il avait fondée, de son village natal.

## Hommage
Vers le milieu des années 1920, le village natal de l'évêque Demetriu Radu a été renommé Rădești, en son honneur.